# いかさ真緒
いかさ 真緒（いかさ まお）は、日本の漫画家。小学館の少女漫画雑誌「ちゃお」で執筆している。
2004年、第418回ちゃおまんがスクールで『不安にさせないで!』でちゃお銀賞を受賞し、同年の「ちゃおDX」（小学館）初夏号に掲載された『ハッピーエンドのレシピ♡』でデビュー。

## 作品リスト
- ハッピーエンドのレシピ♡（2004年ちゃおDX初夏号）
- プリンセスハプニング☆（2004年ちゃおDX夏号）
- ハッピースマイル○（2005年ちゃおDX春号）